# Gornje Žabare
Zhabar i Epërm en albanais et Gornje Žabare en serbe latin (en serbe cyrillique : Горње Жабаре) est une localité du Kosovo située dans la commune/municipalité de Mitrovicë/Kosovska Mitrovica et dans le district de Mitrovicë/Kosovska Mitrovica. Selon le recensement kosovar de 2011, elle compte 1 070 habitants.

## Démographie

### Évolution historique de la population dans la localité
| 1948 | 1953 | 1961 | 1971 | 1981 | 1991 | 2011  |
| ---- | ---- | ---- | ---- | ---- | ---- | ----- |
| 265  | 291  | 389  | 582  | 784  | 972  | 1 070 |

|  |

### Répartition de la population par nationalités (2011)
En 2011, les Albanais représentaient 99,91 % de la population.